# Patellapis keiseri
Patellapis keiseri är en biart som först beskrevs av Raymond Benoist 1964.  Patellapis keiseri ingår i släktet Patellapis och familjen vägbin. Inga underarter finns listade i Catalogue of Life.